# Dmytro Kariuchenko
Dmytro Mykolayovyh Kariuchenko –en ucraniano, Дмитро Миколайович Карюченко– (Járkov, 15 de enero de 1980) es un deportista ucraniano que compite en esgrima, especialista en la modalidad de espada.
Ganó cuatro medallas en el Campeonato Mundial de Esgrima entre los años 2005 y 2015, y siete medallas en el Campeonato Europeo de Esgrima entre los años 2001 y 2016.
Participó en tres Juegos Olímpicos de Verano, entre los años 2004 y 2016, ocupando el cuarto lugar en Río de Janeiro 2016 y el quinto en Atenas 2004, en ambas ocasiones en la prueba por equipos.

## Palmarés internacional
| Campeonato Mundial | Campeonato Mundial  | Campeonato Mundial | Campeonato Mundial |
| Año                | Lugar               | Medalla            | Prueba             |
| ------------------ | ------------------- | ------------------ | ------------------ |
| 2005               | Leipzig (Alemania)  | Medalla de bronce  | Espada por equipos |
| 2006               | Turín (Italia)      | Medalla de bronce  | Espada por equipos |
| 2013               | Budapest (Hungría)  | Medalla de plata   | Espada por equipos |
| 2015               | Moscú (Rusia)       | Medalla de oro     | Espada por equipos |
| Campeonato Europeo |                     |                    |                    |
| Año                | Lugar               | Medalla            | Prueba             |
| 2001               | Coblenza (Alemania) | Medalla de oro     | Espada por equipos |
| 2002               | Moscú (Rusia)       | Medalla de bronce  | Espada por equipos |
| 2003               | Bourges (Francia)   | Medalla de plata   | Espada por equipos |
| 2010               | Leipzig (Alemania)  | Medalla de plata   | Espada por equipos |
| 2012               | Legnano (Italia)    | Medalla de bronce  | Espada por equipos |
| 2013               | Zagreb (Croacia)    | Medalla de bronce  | Espada por equipos |
| 2016               | Toruń (Polonia)     | Medalla de bronce  | Espada por equipos |